# Guadalinfo

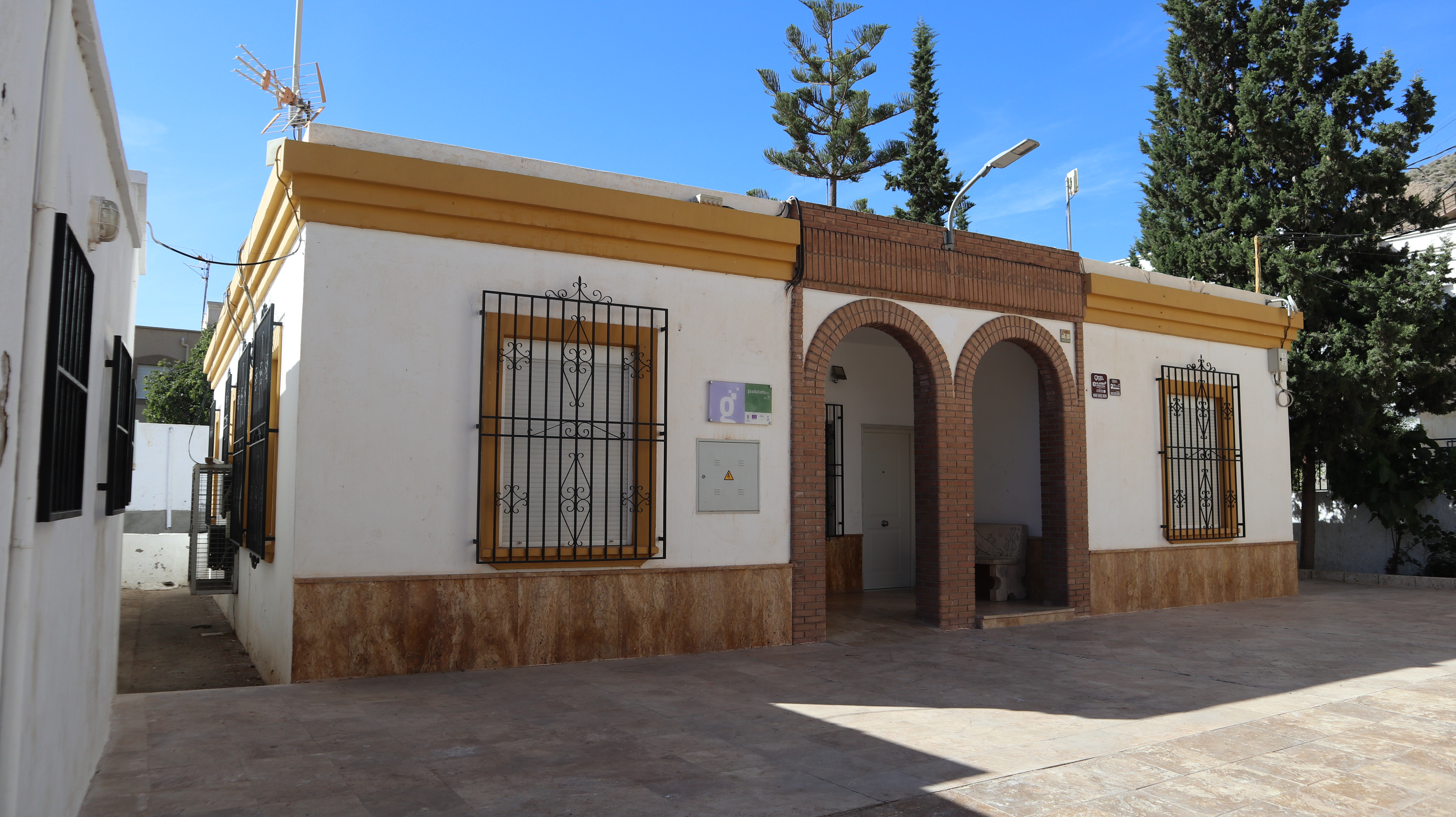
Guadalinfo y ambulatorio de Santa Fe de Mondújar

Guadalinfo es la red de 756 telecentros que actúa en todo el territorio de la comunidad autónoma de Andalucía y cuenta con más de 800.000 ciudadanos pertenecientes a ella. La gestión de la red de telecentros está a cargo del Consorcio Fernando de los Ríos, ubicado en la ciudad de Granada, participado por la Junta de Andalucía y las ocho Diputaciones Provinciales andaluzas. El Proyecto Guadalinfo cuenta con financiación del Fondo Europeo de Desarrollo Regional (FEDER). Su nombre deriva de guad-, cuyo significado en árabe significa "río" e info, apócope de información, denotando que es un caudal de información en beneficio de la población.

## ¿Qué es Guadalinfo?
El proyecto Red Guadalinfo nació en el año 2003 con la apertura del primer Centro de Acceso Público a Internet en La Puerta de Segura (Jaén). Nació con la aplicación de los Fondos Europeos1 para generar una mayor vertebración entre el mundo rural y el urbano en Andalucía. En la actualidad el proyecto contempla el funcionamiento de 756 centros públicos de acceso a Internet, en los municipios menores de 20.000 habitantes; 67 centros públicos de acceso a Internet en las barriadas marginales o en riesgo de marginación en las grandes poblaciones de Andalucía, denominadas (CAPIs) y 25 Comunidades Andaluzas en el Exterior: CAES.  
Actualmente el trabajo desarrollado desde los centros Guadalinfo, no es sólo la alfabetización digital, como lo fue en el momento de su creación, ahora ofrecen acceso libre y gratuito a Internet, denominado Servicios TIC y capacitación en competencias digitales, asesoran a los usuarios en sus proyectos, e impulsan iniciativas colectivas de dinamización social, sensibilización comunitaria y promoción del entorno. Actúan en empleabilidad, alfabetización digital, promoción de la cultura innovadora, participación ciudadana, mejora de la calidad de vida, emprendimiento, digitalización empresarial y administración electrónica. 
Guadalinfo además agita y acelera iniciativas ciudadanas a través de la red de centros y en sinergia con Innycia. Esta estrategia de innovación social ofrece al promotor de una idea el acceso a una comunidad de innovadores donde realizar un recorrido guiado para convertirla en un proyecto viable con el apoyo de expertos, la guía de mentores y acceso a recursos y formación.

## Trayectoria de Guadalinfo
Año 2003: Nace la red de telecentros Guadalinfo, con el objetivo de la alfabetización digital en pueblos de menos de 20.000 habitantes y colectivos con riesgo de exclusión social en poblaciones mayores. 
Año 2009: Por la evolución propia de una red de personas conectadas, empiezan a surgir ideas que pueden convertirse en proyectos dentro de 9 líneas de desarrollo económico. (Participación ciudadana, Integración e Inclusión,Empleo y Emprendedores, Internacionalización, Motivación al cambio, Infancia,Imagen de Andalucía, Creatividad e Innovación y Responsabilidad social y sostenibilidad). 
Año 2010: Se adopta el concepto “Innovación Social” y se empezó a trabajar por construir un entorno favorable para el surgimiento y desarrollo de estas iniciativas. 
Año 2011: Nace la Comunidad Innycia: Innovación Social,  cuyo objetivo es ser el motor para la transformación del territorio a través del talento ciudadano local.
Año 2012: La Comunidad Innycia crece y evoluciona poniendo en práctica la metodología de innovación social: Exportar buenas prácticas,“importar” talento y empapar territorio.
Año 2013: Se involucra en procesos de Innovación, participación y sostenibilidad. Para ello los promotores de ideas deben encontrar un entorno tecnológico favorable, estar formados, poder conseguir financiación y ser mentorizados en sus proyectos. Es en este punto dónde Guadalinfo crea los procedimientos y plataformas necesarios para facilitar estos procesos. 
Además, desde finales de mayo de 2013 Guadalinfo ha puesto a disposición de la ciudadanía, Goteo Andalucía, una plataforma para la difusión y promoción de proyectos y el logro de financiación básica que les permita arrancar.
Año 2015: Se lanza el programa Guadalinfo Impulsa que promueve la transformación de ideas en fase inicial en proyectos innovadores con capacidad de generar valor a través de procesos de acompañamiento, formación y asesoría especializada en emprendimiento e innovación. Persigue los objetivos de fomentar el emprendimiento, impulsar la creación de nuevas empresas, generar empleo estable y sostenible, favorecer la innovación y potenciar la competitividad de Andalucía. http://www.inscripcionesguadalinfoimpulsa.es/ Archivado el 7 de noviembre de 2017 en Wayback Machine.